# 13681 Monty Python
13681 Monty Python è un asteroide della fascia principale. Scoperto nel 1997, presenta un'orbita caratterizzata da un semiasse maggiore pari a 2,9910387 au e da un'eccentricità di 0,0631513, inclinata di 10,11385° rispetto all'eclittica.
L'asteroide è dedicato allo show televisivo inglese Monty Python's Flying Circus.